# Henk van Houten
Henk van Houten (* 1957) ist ein niederländischer Physiker (Festkörperphysik) und Forschungsmanager bei Philips.

## Leben
Van Houten studierte Physik an der Universität Leiden, an der er 1984 promoviert wurde. Danach forschte er für die Stichting voor Fundamenteel Onderzoek der Materie (FOM) und ab 1985 für die North American Philips Corporation (in den Forschungslaboratorien in Briar Cliff, New York), unter anderem über Quantentransport in Halbleiter-Nanostrukturen und Halbleiterlaser im blauen Spektralbereich, wo er 1991 bis 1996 die Abteilung experimentelle und theoretische Physik bei Philips Research in Eindhoven leitete.
Von 1996 bis 2001 leitete er die Abteilung Optik, wobei er aktiv an den Standards für die Blu-ray Disc beteiligt war. 2001/02 leitete er die Abteilung Storage Signal Processing. 2002 wurde er Programm-Manager für Lighting, Devices and Microsystems, 2005 Programm-Manager Health-care und 2005 bis 2009 war er Generalmanager von Philips Research in Aachen. 2003 wurde er Senior Vizepräsident von Philips Research und 2010 CEO von Philips Research als Nachfolger von Peter Wierenga. 
1993 erhielt er mit Carlo Beenakker und Bart van Wees den Royal Dutch Shell Physics Prize. Mit beiden hatte er 1988 Quantenpunktkontakte gefunden (mit quantisierter Leitfähigkeit).
Er ist seit 2003 im Leitungsrat der Koninklijke Hollandsche Maatschappij der Wetenschappen. Er ist im Aufsichtsrat von Advies, Biomedical Technologies, sowie des Center for Translational Molecular Medicine (CTMM).
Er ist der ältere Bruder von Frans van Houten (* 1960), dem CEO von Philips.